# Herichthys carpintis
Herichthys carpintis és una espècie de peix de la família dels cíclids i de l'ordre dels perciformes.

## Morfologia
- Els mascles poden assolir 17 cm de longitud total.[1][2]

## Hàbitat
Viu en zones de clima tropical entre 23 °C-33 °C de temperatura.

## Distribució geogràfica
Es troba a Amèrica: conca del riu Panuco (Mèxic).